# Саут-Вільямсон (Кентуккі)
Саут-Вільямсон (англ. South Williamson) — переписна місцевість (CDP) в США, в окрузі Пайк штату Кентуккі. Населення — 562 особи (2020).

## Географія
Саут-Вільямсон розташований за координатами 37°39′48″ пн. ш. 82°17′16″ зх. д. / 37.66333° пн. ш. 82.28778° зх. д. (37.663222, -82.287782).  За даними Бюро перепису населення США в 2010 році переписна місцевість мала площу 5,12 км², уся площа — суходіл.

## Демографія
Згідно з переписом 2010 року, у переписній місцевості мешкали 602 особи в 267 домогосподарствах у складі 163 родин. Густота населення становила 118 осіб/км².  Було 309 помешкань (60/км²).
Расовий склад населення:
| - 91,7 % — білих - 3,7 % — азіатів - 0,7 % — чорних або афроамериканців - 2,7 % — осіб інших рас |

До двох чи більше рас належало 1,3 %. Частка іспаномовних становила 4,3 % від усіх жителів.
За віковим діапазоном населення розподілялося таким чином: 17,4 % — особи молодші 18 років, 61,3 % — особи у віці 18—64 років, 21,3 % — особи у віці 65 років та старші. Медіана віку мешканця становила 43,7 року. На 100 осіб жіночої статі у переписній місцевості припадало 83,0 чоловіків;  на 100 жінок у віці від 18 років та старших — 80,1 чоловіків також старших 18 років.
За межею бідності перебувало 16,4 % осіб, у тому числі 52,6 % дітей у віці до 18 років та 0,0 % осіб у віці 65 років та старших.
Цивільне працевлаштоване населення становило 229 осіб. Основні галузі зайнятості: сільське господарство, лісництво, риболовля — 23,6 %, освіта, охорона здоров'я та соціальна допомога — 15,3 %, роздрібна торгівля — 14,0 %.